# Patapon
Patapon (パタポン?) è un videogioco per la console portatile Sony PSP sviluppato dalla Pyramid e SCE Japan Studio e pubblicato dalla Sony Computer Entertainment il 20 dicembre 2007 in Giappone, 20 febbraio 2008 in Europa e il 26 febbraio 2008 nel Nord America.
Il giocatore impersona il dio dei Patapon, piccoli esseri neri simili a occhi, che deve guidare a ritmo musicale utilizzando quattro tamburi, uno per ogni tasto della PSP.
Il compito del giocatore consiste nel guidare la tribù dei Patapon alla riconquista delle proprie terre per scoprire la misteriosa Fineterra.

## Trama
I Patapon erano un popolo fiorente fino a quando non furono sconfitti dall'impero degli Zigoton. Il giocatore assume il ruolo dell'Onnipotente per guidare i Patapon alla riconquista delle loro terre, mediante l'uso dei sacri tamburi. Mentre la storia progredisce i Patapon intraprendono anche il viaggio per scoprire Fineterra e vedere "Quella Cosa", un oggetto sacro il cui aspetto e scopo sono sconosciuti alla tribù.
I nemici dei Patapon sono gli Zigoton, una potente tribù di creature leggermente squadrate colorate di rosso e nero (contrapposte al bianco e nero dei Patapon) che hanno oppresso i Patapon perché, secondo una loro profezia, se i Patapon trovano "quella cosa" il mondo sprofonderà nel caos.
Per arrestare l'avanzata dei Patapon alcuni tra i più forti guerrieri Zigoton vendono la loro anima alle forze oscure per avere in cambio più potere, tra cui anche la regina Kharma, sovrana degli Zigoton, che vende la sua anima in un ultimo tentativo di distruggere i Patapon evocando per errore Gorl, un potente demone che un tempo aveva minacciato il mondo.
Una volta sconfitti i loro nemici, i Patapon arrivano alla costa che pensano sia Fineterra e che "Quella Cosa" sia il sole che sorge. Delusi della fine del loro viaggio, convinti che "Quella Cosa" non sia il sole e decidono di attraversare l'oceano. I Patapon costruiscono, con l'aiuto degli Zigoton, una nave per attraversare l'oceano.

## Modalità di gioco

Schermata di gioco

Il giocatore deve aiutare i Patapon durante le loro guerre contro i nemici. Ogni livello è lineare; il piccolo esercito dei Patapon è comandato dal giocatore che per guidarlo deve premere i tasti in una determinata sequenza per generare specifici suoni. A seconda del ritmo utilizzato i Patapon eseguono diverse azioni.

### Comandi di gioco
Impersonificando il dio dei Patapon il compito del giocatore è di impartire comandi ai Patapon grazie ai suoi quattro tamburi divini:
- il Tamburo Pata, il "Tamburo del Coraggio"
- il Tamburo Pon, il "Tamburo della Forza"
- il Tamburo (o Tamburello) Chaka, il "Tamburo della Saggezza"
- il Tamburo Don, il "Tamburo dei Miracoli"

Il suono di questi tamburi è udibile ai Patapon mediante Hatapon, il Patapon dello stendardo mediatore con il dio.
Le combinazioni dei tasti (e quindi delle percussioni) permettono ai Patapon di avanzare, attaccare, difendersi, ritirarsi, caricare o evocare un miracolo.
Se le combinazioni vengono eseguite correttamente per tre volte consecutive si avvia una combo: questo aumenta il morale delle truppe fino ad arrivare allo "Status Fever". Nello status Fever il ritmo della musica aumenta e i Patapon diventano più forti permettendo di superare il livello con maggiore facilità. Se il giocatore sbaglia a premere i tasti o interrompe il ritmo, lo "Status Fever" cessa, i Patapon perdono tutto il morale e si fermeranno, a questo punto il giocatore deve ricominciare a riprendere il ritmo con i suoni dei tamburi.

### Miracoli
I miracoli sono degli oggetti speciali che il giocatore trova durante la storia del gioco. Questi oggetti possono essere equipaggiati prima dell'inizio di ogni livello. Per utilizzare un miracolo bisogna innanzitutto trovarsi in modalità Fever e poi, per attivarlo, battere con il Tamburo Don un ritmo in 5/4 ("Don-DonDon-DonDon"). Si dovranno quindi seguire le istruzioni date, tenendo il ritmo ed il suono mostrato per evocare correttamente il miracolo.
I miracoli possono essere utilizzati in qualsiasi momento finché si è in modalità Fever e possono essere utilizzati più volte durante le missioni.
In Patapon vi sono quattro tipi di miracoli: miracolo della pioggia, miracolo del vento, miracolo del terremoto, miracolo della tempesta. Ognuno di essi genera un effetto diverso a favore del giocatore.

### Livelli
La storia dei Patapon è suddivisa in trenta livelli chiamati Missioni, le quali possono essere di tre tipi:
- Di caccia: in queste missioni si usano principalmente gli arcieri e i lancieri per abbattere bizzarri animali che rilasciano oggetti per creare armi o Patapon nuovi; questi livelli possono essere ripetuti infinite volte. A seconda del tempo atmosferico, gli animali da cacciare possono cambiare e si possono trovare anche animali rari.
- Di guerra: in queste missioni, i Patapon devono affrontare l'esercito della tribù rivale, gli Zigoton, simili ai Patapon ma di colore rosso e quadrati.
- Mostro: sono livelli più impegnativi in cui si deve affrontare un mostro molto potente e il giocatore deve studiare una strategia adeguata per abbatterli. I mostri possono essere tirannosauri, vermi giganti, piante carnivore, mammuth, granchi, uccelli mostruosi e golem giganti. Una volta sconfitti, questi mostri rilasciano oggetti speciali ed armi rare.

Il giocatore una volta completati i livelli di guerra e mostro, può giocarli di nuovo ad una difficoltà maggiore.

### Condizioni meteorologiche
In ogni livello, in maniera casuale, si possono trovare condizioni meteo e atmosferiche differenti che influiscono sulle prestazioni dei Patapon e dei nemici.
- Tempo sereno: i Patapon non hanno impedimenti, ma gli animali possono accorgersi di loro durante i livelli di caccia da lunghe distanze.
- Pioggia: le armi a base di fuoco non incendiano i nemici, ma nei livelli di caccia gli animali non possono sentire gli odori permettendo di avvicinarvisi di più.
- Vento: la gittata degli arcieri e lancieri è ridotta se il vento è a sfavore, se il vento è a favore la gittata è raddoppiata. Direzione e velocità del vento cambiano casualmente.
- Tempesta: vi sono gli stessi malus di pioggia e vento forte messi insieme ma vi è la possibilità che i Patapon o gli altri elementi dello scenario possano essere colpiti dai fulmini, prendendo fuoco.
- Neve: i Patapon sono rallentati e a volte possono congelarsi.

## Unità Patapon
All'inizio di ogni livello è possibile cambiare la formazione dell'esercito dei Patapon, si possono usare al massimo tre tipi di truppe diverse, la scelta delle quali dipende dalla missione da svolgere. Inoltre si può scegliere quale miracolo trasportare e si può usare un oggetto per potenziare i Patapon durante il livello.
Tipi di unità
- Hatapon: Patapon portabandiera. Non esegue nessun attacco ma è colui che guida i Patapon interpretando le parole dell'onnipotente, ovvero il giocatore. Se muore durante una missione, la partita termina. Il nome deriva dalla parola giapponese per "bandiera" o "stendardo" (旗?, hata).
- Tatepon: Patapon guerrieri armati di spada e scudo. Durante la modalità Fever gli scudi diventano giganti offrendo maggiore protezione. Il nome deriva dalla parola giapponese per "scudo" (盾?, tate).
- Yaripon: Patapon armati di lance, sono ideali per la caccia. Durante la modalità Fever le lanciano a una distanza maggiore saltando. Il nome deriva dalla parola giapponese per "lancia" (槍?, yari).
- Yumipon: Patapon arcieri, ideali sia per la caccia che per le guerre. Durante la modalità Fever scoccano frecce a ripetizione. Il nome deriva dalla parola giapponese per "arco" (弓?, yumi).
- Kibapon: Patapon a cavallo, armati di lancia e scudo. Durante la modalità Fever effettuano una carica buttando a terra gli avversari. Il nome deriva da una delle parole che in giapponese stanno per "cavallo" (騎馬?, kiba).
- Dekapon: Patapon più grandi del normale armati di clave, asce o martelli. Durante la modalità Fever effettuano attacchi più potenti spiaccicando i nemici. Il nome deriva dalla parola giapponese per "enorme" (でかい?, dekai).
- Megapon: Patapon suonatori, suonano dei tromboni magici che infliggono danni con note musicali. Durante la modalità Fever generano note musicali più grandi e, a seconda dell'azione impartita ai Patapon, le loro note cambiano forma ed effetti.[2] Il nome è un'assonanza con la parola "megafono" (メガホン?, megahon).

## Tipi di Patapon
A seconda degli oggetti a disposizione, si possono creare nuovi Patapon con caratteristiche speciali, esistono sei tipi di Patapon che si possono creare:
- Pykola: Patapon rossi, sono più veloci.
- Gekolos: Patapon gialli, leggermente più forti e resistenti al fuoco.
- Mofeel: Patapon viola, più resistenti e invulnerabili al fuoco.
- Tikulee: Patapon blu, più forti del normale.
- Moguoon: Patapon rosa, molto forti ma lenti nei movimenti.
- Barsala: Patapon verdi, più forti degli altri e senza punti deboli.

## Minigiochi
In Patapon esistono cinque minigiochi che vengono sbloccati man mano che si avanza durante la storia salvando o recuperando dei Patapon speciali.
I minigiochi sono
- Ubo Bon: Ubo Bon è un albero sempre in preda ad una tremenda orticaria dovuta agli oggetti che gli rimangono impigliati nella chioma. Ballando però a ritmo del Patapon Trombettista nonché suo amico Pan Pakapon riesce quindi a sbarazzarsi dei nefasti oggetti urticanti, oggetti che verranno messi in magazzino.
- Fagiolo Pop: Fagiolo Pop è una bellissima e gentile pianta di fagioli un po' ossessionata dalla sua bellezza. Quando si sente disidratata chiede aiuto quindi a Fah Zakpon, il Patapon Agricoltore affinché si occupi di lei idratandola e prendendosi cura. Fagiolo Pop quindi sputerà da uno a tre oggetti dal suo baccello.
- Rumble Thump: Rumble Thump è una piccola di montagna che si diverte a giocare con Kon Kinpon, il Patapon Xilofonista, rendendo le dita dei suoi piedi di cristallo e facendole risuonare a Kon Kinpon a ritmo. La piccola, divertendosi, piange rocce e minerali, che verranno poi raccolti e stoccati.
- Super Slurp: la ghiotta pentola parlante Super Slurp è sempre pronta ad assaporare i piatti che vengono preparati al suo interno, ma solo se a cucinarli è il Patapon Chef Rah Gashapon, cuoco eccezionale che brandisce un'enorme mannaia colla quale affetta gli ingredienti che gli lancia Super Slurp. Finita la cottura, Super Slurp farà uscire dalla sua bocca i prelibati stufati di Rah Gashapon, stufati in grado di potenziare i Patapon se mangiati prima di andare in missione.
- Fwoosh Famooze: l'esperta incudine Fwoosh Famooze trasforma i comuni metalli in leghe formidabili grazie alla sua sapienza in ambito e l'aiuto di Ton Kampon, il Patapon Fabbro. Fwoosh Famooze scalda i metalli indicando il ritmo con cui poi colpirli a Ton Kampon, facendo sì che la lega venga sempre perfetta ed evitando di ricevere una martellata sulla testa dal suo collega.

Questi minigiochi sono sempre strutturati in chiave ritmica poiché il giocatore deve premere i tasti giusti al ritmo indicato per riuscire a completare le varie imprese. A seconda del risultato si vincono armi rare ed oggetti speciali per potenziare i Patapon.

## Accoglienza
La rivista Play Generation lo classificò come il secondo miglior gioco di strategia del 2008.